# Paul Zorner
Paul Anton Guido Zorner, nascido Paul Zloch (Roben, 31 de março de 1920 — Homburg, 27 de janeiro de 2014) foi um piloto de caça noturno alemão da Luftwaffe durante a Segunda Guerra Mundial. Zorner é creditado com 59 vitórias aéreas noturnas reivindicadas em 272 missões, incluindo 110 missões de caças noturnos. Zorner foi o nono piloto de caça de maior sucesso na Luftwaffe e na história da guerra aérea.
Nascido em 1920 em uma família numerosa, Zorner deixou a escola em 1938 para seguir a carreira militar. Ele se candidatou à Luftwaffe e foi aceito como Fahnenjunker (candidato a oficial) em outubro de 1938. Zorner completou seu treinamento e foi licenciado para pilotar aeronaves multimotores. Ele foi destacado para o 4. Staffel (esquadrão) Kampfgruppe zur besonderen Verwendung 104 (KGr. z.b.v. 104, Grupo de Combate para Uso Especial) para voar no Junkers Ju 52. Zorner participou da Batalha da Grécia e da Batalha de Creta em abril e maio de 1941. Zorner também operou no Oriente Médio enviando suprimentos para a Síria durante a Guerra Anglo-Iraquiana. Zorner continuou com a unidade e de junho a outubro de 1941 voou na Operação Barbarossa, a invasão da União Soviética.
Em 20 de outubro de 1941, Zorner foi transferido para o braço alemão de caças noturnos. Ele completou seu treinamento como piloto de caça noturno em julho de 1942 e foi enviado para o Nachtjagdgeschwader 2. Em 3 de outubro de 1942, Zorner foi destacado para o 10. Staffel (esquadrão) do Nachtjagdgeschwader 3 (NJG 3). Zorner reivindicou sua primeira vitória em 17 de janeiro de 1943 e em 3 de março, alcançou as cinco vitórias necessárias para se qualificar como um ás de caça noturno. Em 9 de setembro de 1943 ele foi nomeado Staffelkapitän (líder de esquadrão) do 8./NJG 3 depois de alcançar 12 vitórias. Zorner alcançou sua 20.ª vitória em 3 de janeiro de 1944 e foi condecorado com a Cruz Germânica em Ouro no dia 20 de março de 1944 por 35 vitórias noturnas.
Em 4 de abril de 1944, Zorner foi nomeado Gruppenkommandeur (comandante do grupo) do III./Nachtjagdgeschwader 5 (NJG 5). Em 9 de junho, Zorner foi premiado com a Cruz de Cavaleiro da Cruz de Ferro por 48 bombardeiros destruídos. Zorner foi condecorado com a Cruz de Cavaleiro da Cruz de Ferro com Folhas de Carvalho em 17 de setembro de 1944. Zorner foi nomeado Gruppenkommandeur do II./NJG 100 em 13 de outubro de 1944 e permaneceu o comandante até maio de 1945. Zorner alcançou sua 59.º e última vitória em 5–6 de março de 1945.
Zorner rendeu-se às forças do Exército dos Estados Unidos em 8 de maio de 1945. Zorner e sua unidade foram entregues ao Exército Vermelho em 17 de maio e permaneceu prisioneiro na União Soviética até dezembro de 1949. Após sua libertação, estudou engenharia e se aposentou em 1981. Zorner morreu em janeiro de 2014 aos 93 anos.

## Condecorações
- Cruz de Ferro (1939)
  - 2ª classe (9 de junho de 1941)[4]
  - 1ª classe (12 de março de 1943)[4]
- Troféu de Honra da Luftwaffe (20 de setembro de 1943) como Oberleutnant e Staffelkapitän[5][Nota 1]
- Distintivo de Voo do Fronte da Luftwaffe
  - em Bronze para Pilotos de Transporte (21 de agosto de 1941)[7]
  - em Prata para Pilotos de Transporte (22 de outubro de 1941)[7]
  - em Ouro para Pilotos de Caças Noturnos (30 de março de 1944)[7]
- Cruz Germânica em Ouro (20 de março de 1944) como Oberleutnant no 8./NJG 3[8]
- Cruz de Cavaleiro da Cruz de Ferro (9 de junho de 1944) como Hauptmann e Staffelkapitän do 8./NJG 3[9][10]
  - 588ª Folhas de Carvalho (17 de setembro de 1944) como Hauptmann e Gruppenkommandeur do III./NJG 5[9][11]
- Medalha do Mérito da Ordem do Mérito da República Federal da Alemanha (2006)[12]